# Mieczysław Szumiec
Mieczysław Szumiec (ur. 24 marca 1907 w Krakowie, zm. 19 stycznia 1993 w Krakowie) – polski piłkarz, bramkarz. Długoletni zawodnik Cracovii.

## Życiorys
W reprezentacji zagrał tylko raz. 20 sierpnia 1926 Polska przegrała w Budapeszcie z Węgrami 1:4. Szumiec bronił w pierwszej połowie i przepuścił trzy bramki. Nie miał wówczas ukończonych 20 lat. Przez całą karierę (1923–1938) był graczem Cracovii. Z klubem tym zdobył mistrzostwo Polski w 1930 i 1932.
Reprezentował barwy Cracovii także w innych grach zespołowych. Był mistrzem Polski w koszykówce i piłce ręcznej.